# Marie-Joseph Donatien de Vimeur de Rochambeau
Donatien Marie-Joseph de Vimeur de Rochambeau (Thoré-la-Rochette, 7 aprile 1755 – Lipsia, 18 ottobre 1813) è stato un generale francese.

## Biografia
Figlio del generale Jean-Baptiste Donatien de Vimeur conte di Rochambeau e di Jeanne Thérèse Tellez d'Acosta, all'età di dodici anni fu nominato colonnello e seguì il padre in America per combattere insieme ai coloni americani la guerra di indipendenza. Dopo la fine della campagna fu decorato con l'Ordine di Cincinnato. Il 18 agosto 1783 ricevette il titolo di Cavaliere di San Luigi.
Nominato tenente generale nel 1792 e governatore delle Antille francesi, si sforzò di diffondere anche nelle colonie lo spirito della rivoluzione ma il fatto di aver introdotto la ghigliottina e averla provata su alcuni uomini di colore non depose a suo favore. Come se non bastasse nel 1794 perse il possesso della Martinica a favore degli inglesi e nel 1796, allo scoppio della rivolta di Toussaint Louverture, fu destituito da governatore generale di Saint Domingue (poi Haiti) e costretto a fuggire in patria.
Ritornato in Francia accompagnò Napoleone durante la campagna d'Italia e poi seguì il generale Victor Emanuel Leclerc nella spedizione di riconquista di Haiti del 1802. Sconfitti i ribelli e arrestato Toussaint Louverture, il generale Leclerc fu colpito dalla febbre gialla e morì poco dopo lasciando Rochambeau come comandante in capo. Rochambeau, che non nascondeva la propria vicinanza ai circoli schiavisti e dichiarava tutta la propria sufficienza verso i neri, per rimettere sotto controllo una situazione che gli stava sfuggendo di mano, dette prova di una paurosa crudeltà nei loro confronti. La multirazzialità del corpo di spedizione francese andò così in pezzi e anche gli ufficiali di colore che avevano accompagnato Leclerc - tra i quali Pétion e Boyer - decisero di passare dalla parte della resistenza.
La guerra volse presto al peggio per le truppe francesi comandate da Rochambeau: decimato dal contago e impossibilitato a ricevere rinforzi dal blocco navale che gli inglesi posero presto attorno all'isola, il contingente tentò un'ultima disperata resistenza attorno a Cap-Français, ma alla metà di novembre la disfatta subita dai francesi a Vertières, alle porte della città, chiuse definitivamente i conti. I francesi dovettero lasciare l'isola, giusto conservando un avamposto nella parte spagnola. Per salvarsi la vita Rochambeau si consegnò nelle mani di un commodoro inglese. Nel gennaio del 1804, preso possesso dell'ultima roccaforte francese, gli uomini di Jean-Jacques Dessalines dichiararono l'indipendenza. Il discorso per l'occasione tenuto da Dessalines fu una durissima denuncia dello schiavismo dei bianchi, nonché delle innumerevoli atrocità commesse dal corpo di spedizione guidato pima da Leclerc e poi da Rochambeau.
Napoleone lasciò Rochambeau prigioniero in Inghilterra fino al 1811, quando fu scambiato con altri ufficiali inglesi per un armistizio. Si ritirò nel castello di famiglia fino al 1813, quando fu richiamato in servizio come comandante di divisione agli ordini del generale Lauriston.
Deciso a riscattare il suo disastrato stato di servizio e la reputazione del padre, dette prova di valore durante la battaglia di Bautzen, che gli valse il titolo di Barone dell'Impero e poco dopo il titolo di Ufficiale della Legion d'Onore. Cadde a Lipsia combattendo coraggiosamente contro gli eserciti della sesta coalizione.
Il suo nome è inciso sull'Arco di Trionfo di Parigi alla sedicesima colonna del pilastro est.